# Clan Rutherford
Le Clan Rutherford est un clan écossais des Scottish Borders. 
Le clan est officiellement reconnu historiquement par la cour du Lord Lyon d'Édimbourg mais, n'ayant pas actuellement de chef reconnu, il est un clan armigère.

## Géographie
Les terres du Clan Rutherford sont proches de Maxton, dans le Roxburghshire, dans les Scottish Borders.

## Histoire

### Origines

#### Récits traditionnels
Il existe deux traditions.
Le premier récit relate l'histoire d'un homme nommé Ruther qui a guidé un ancien roi d'Écosse à travers un gué dans la Rivière Tweed, ce qui a permis au roi une victoire sur le Royaume de Northumbrie.
la seconde raconte qu'une armée anglaise a abandonné une position forte sur les hauteurs de la rivière Tweed pour attaquer une troupe écossaise du côté opposé. Les Anglais, en tentant de forcer un passage, furent vaincus et les Écossais nommèrent l'endroit « Rue the Ford » (Regretter amèrement le passage du gué) en souvenir de l'affrontement.
Que l'une ou l'autre de ces légendes ait un fond de vérité ou pas, les Anglais en sont certainement venus à critiquer les Rutherford, qui défendaient farouchement leurs terres et n'hésitaient pas à piller les abondantes récoltes des Northumbriens.

#### Origines documentées
Vers 1140, Robertus Dominus de Rodyrforde, est témoin d'une charte de David Ier d'Écosse. Entre 1161 et 1272, Nichol de Rutherford est également mentionné dans plusieurs chartes.
En 1390, Sir Richard Rutherford, favori du roi Robert III d'Écosse, est témoin d'une charte en faveur de William, intendant de Minto, dans les Scottish Borders. En 1398, il est nommé ambassadeur auprès de la cour d'Angleterre alors que ses fils officiaient en tant que Gardiens des Marches. Un fils cadet de Richard reçut en fief les terres de Chatto et Hunthill. Puis la lignée principale s'éteint et les terres de Ruthford passèrent à la famille Tranquair.

### XVIesiècle
le XVIe siècle est marqué par les conflits entre clans, alliés ou opposés aux Anglais. Bien que dépourvu de terres, le nom Rutherford continue d'être craint. Thomas Rutherfurd, le « Laird noir d'Edgerston », était célèbre pour ses attaques audacieuses contre les Anglais. Son exploit le plus notables fut le Raid du Redeswire lors de la Bataille du Red Swire qui eut lieu en juillet 1575. La bataille eut lieu après que gardiens écossais et anglais des Marches sont convenus de se rencontrer pour exprimer leurs griefs mutuels et donner réparation aux plaintes. Les Écossais ont exigé qu'un brigand anglais nommé Farnstein se rende mais le gardien anglais, Sir John Forster, a affirmé que Farnstein était introuvable. Le gardien écossais, Sire John Carmichael, a douté de cette affirmation. Le gardien anglais a alors insulté la famille de Carmichael et les archers anglais ont lancé une volée de flèches sur les Écossais. Les Écossais furent pris par surprise, repoussés et Carmichael fut capturé. Cependant, le clan Rutherford arriva rapidement sur les lieux, mettant les Anglais en fuite, libérant Carmichael. et à la place, il fit prisonnier le directeur anglais et plusieurs de ses lieutenants.

### XVIIesiècle
Le XVIIe siècle est marqué par la guerre civile. Les Lairds de Rutherford d'Edgerston se sont distingués en combattant pour Charles Ier d'Angleterre pendant la Guerre civile. Rutherford, à ses frais, leva une troupe de cavaliers et combattit en Angleterre jusqu'en 1646, date à laquelle le roi se rendit. Il reprit la cause royaliste mais fut grièvement blessé et toute sa troupe fut anéantie lors de la Bataille de Dunbar en 1650. Le Lieutenant-général Andrew Rutherford, 1er comte de Teviot de la branche Rutherford de Chatto et Hunthill du clan, fut nommé Lord Rutherford dans la pairie de 1661. En 1663, il fut nommé Gouverneur de Tanger au Maroc, mais il fut tué au combat contre les forces locales. en 1664,son titre fut élevé au rang de comte de Teviot mais comme il mourut sans descendance, ce titre s'éteint alors que le titre de Lord Rutherford échut à un cousin.
Le titre de Lord Rutherford n'est ensuite plus porté. 

## Châteaux
Parmi les châteaux ayant appartenu au clan Rutherford, on peut retenir :
- Un ancien château de Rutherford, (en anglais Rutherford Castle) à Rutherford, était entre les mains de la famille Rutherford depuis au moins le milieu du XIIe siècle, mais l'emplacement de ce château n'a jamais été localisé.
- Le château de Hunthill (en anglais Hunthill Castle), à 1,6 km au sud-est de Jedburgh dans les Marches écossaises, était une tour fortifiée qui a été remplacée par une maison du XIXe siècle.
- Le château Edgerston (Edgerston Castle en anglais), à une dizaine de kilomètres au sud-est de Jedburgh, était en possession des Rutherford mais fut saisi par des Écossais acquis à la cause de la couronne d'Angleterre en 1544. Bien que les Rutherford fussent parmi les clans qui mirent en déroute les Anglais lors de la Bataille d'Ancrum Moor l'année suivante. En 1695, Thomas Rutherfurd (c.1650-1720) fit bâtir la partie centrale de la l'actiuel bâtiment. On ne sait pas si cela a incorporé ou complètement remplacé la tour existante datant de 1600. Cependant, le chiffre de Thomas Rutherfurd et de son épouse Susanna Riddell seraient gravées sur l'une des lucarnes.
- Chatto, près de Morebattle dans les Scottish Borders, se trouve le site d'un château qui était détenu par les Rutherfurd de Chatto du XIVe ou du début du XVe siècle.

## Personnalités liées au clan
- Andrew Rutherford, comte de Teviot, gouverneur de Tanger, tué lors de la Bataille de Tanger (1664).
- De 1839 à 1851, Andrew Rutherfurd, est député de Leith. Il avait également occupé le poste de Lord Advocate et avait été élevé à la magistrature avec le titre judiciaire de Lord Rutherford.
- Ernest Rutherford, (1871-1937), physicien néo-zélandais, père de la physique nucléaire, a découvert la particule alpha et a également développé la théorie nucléaire de la structure atomique. Il a jeté les bases de la physique nucléaire au XXe siècle. En 1914, il fut fait chevalier et en 1925 il fut nommé à l'Ordre du Mérite.
- Mike Rutherford, (1950-), musicien britannique, guitariste-bassiste de Genesis.